# Hanne van Aart
J. (Hanne) van Aart (Vlijmen, 6 januari 1985) is een Nederlands bestuurster en voormalig politica. Ze is lid van de VVD. Sinds 1 oktober 2024 is ze CEO van KaFra Housing.

## Maatschappelijke en politieke carrière
Van Aart ging naar het d'Oultremont College in Drunen en studeerde van 2004 tot 2009 bestuurs- en organisatiewetenschappen aan de Universiteit Utrecht. Tijdens haar studie werd ze lid van een debatclub. Terug in Vlijmen werd ze door de VVD gevraagd zich kandidaat te stellen voor de gemeenteraadsverkiezingen 2010 in Heusden. Van 2014 tot 2017 was zij daar wethouder van financiën, economische zaken, sport, recreatie en toerisme, inkoop, P&O en Metal Valley. Voor haar wethouderschap was zij van 2007 tot 2011 werkzaam als P&O adviseur bij Jeans Centre, van 2011 tot 2012 als casemanager bij ArboNed en van 2012 tot 2014 bij Korein Shared Services.

## Burgemeester van Loon op Zand
Van Aart was vanaf 20 november 2017 burgemeester van Loon op Zand. Met haar leeftijd van 32 jaar werd zij toen de jongste burgemeester van Nederland. Van Aart kwam in het nieuws toen zij een Palestijns scoutingkamp toestond tussen 19 en 21 oktober 2018 te kamperen op recreatieboerderij De Mussenberg, georganiseerd door Amin Abou Rashed. Van Aart werd op 15 juni 2023 door de gemeenteraad aanbevolen voor een tweede termijn als burgemeester van Loon op Zand. Op 1 december van dat jaar werd zij beëdigd voor een tweede termijn als burgemeester van Loon op Zand.
Van Aart had als burgemeester van Loon op Zand algemene beleidscoördinatie, kabinetsaangelegenheden, algemeen bestuurlijke zaken en bestuurlijke organisatie, coördinatie intergemeentelijke samenwerking, openbare orde, veiligheid en brandweer, vergunning bijzondere wetten, integrale handhaving, burgerzaken en gemeentewinkel, personeel & organisatie, facilitaire zaken en archivering, informatievoorziening, ICT, huisvesting gemeente en centrale inkoop en voorlichting, communicatie en mediabeleid in haar portefeuille. Per 1 september 2024 is zij gestopt als burgemeester van Loon op Zand.

## Carrière na burgemeesterschap
Met ingang van 1 oktober 2024 werd Van Aart CEO van KaFra Housing, een bedrijf dat zich specialiseert in flexibele woonoplossingen voor diverse doelgroepen. Ze is voorzitter van de raad van toezicht van Stichting Sportservice Noord-Brabant (SSNB), vicevoorzitter van de Nederlandse Volleybalbond (Nevobo) en voorzitter van Maatschappelijke Organisaties in de Sport (MOS).

## Privéleven
Van Aart heeft een relatie met Bob van Oosterhout, bekend sportmarketeer en eigenaar van basketbalclub Heroes Den Bosch.